# Тім (фільм)
«Тім» (англ. Tim) — австралійський драматичний фільм 1979 року, який створив режисер Майкл Пейт за однойменним романом Колін Маккалоу. У головних ролях Пайпер Лорі і Мел Гібсон.

## Сюжет
У центрі сюжету складна історія кохання немолодої американки Мері Гортон і 24-річного розумововідсталого красеня Тіма Мелвілла, який наймається до неї садівником.

## У ролях
| Актор          | Роль              |
| -------------- | ----------------- |
| Пайпер Лорі    | Мері Гортон       |
| Мел Гібсон     | Тім Мелвілл       |
| Елвін Кертс    | Рон Мелвілл       |
| Пет Евісон     | Ем Мелвілл        |
| Дебора Кеннеді | Доні Мелвілл      |
| Девід Фостер   | Майк Херрінгтон   |
| Пітер Гуїн     | Том Ейнслі        |
| Майкл Колфілд  | Джон Мартінсон    |
| Марго Лі       | місіс Херрінгтон  |
| Джеймс Кондон  | містер Херрінгтон |
| Бренда Сендерс | місіс Паркер      |
| Кевін Леслі    | Керлі             |
| Алан Пенні     | містер Томпсон    |
| Браян Баррі    | доктор Перкінс    |
| Доріс Годдард  | Мод               |
| Рей Барретт    | чоловік у готелі  |

## Нагороди
AFI (AACTA) Awards (1979)
- Найкращий актор (Мел Гібсон).
- Найкращий актор другого плану (Елвін Кертс).
- Найкраща акторка другого плану (Пет Евісон).

AWGIE Awards (1979)
- Художній фільм (Майкл Пейт).

## Римейк
- 1996 —  «Мері і Тім», американський телефільм Гленна Джордана. У головних ролях Кендіс Берген і Том Маккарті.